# Digital Flat Panel
| PIN | Signal PC       | Signal Display |
| 1   | TMDS data 1+    | Rx0-           |
| 2   | TMDS data 1-    | Rx0+           |
| 3   | GND             | GND            |
| 4   | GND             | GND            |
| 5   | TMDS data Clk + | Rx2-           |
| 6   | TMDS data Clk - | Rx2+           |
| 7   | GND             | DDC Clk        |
| 8   | + 5V            | DDC Dat        |
| 9   | Reserved        |                |
| 10  | Reserved        |                |
| 11  | TMDS data 2 +   | Clk-           |
| 12  | TMDS data 2 -   | Clk+           |
| 13  | GND             | GND            |
| 14  | GND             | GND            |
| 15  | TMDS data 0 +   | Rx1-           |
| 16  | TMDS data 0 -   | Rx1+           |
| 17  | Reserved        |                |
| 18  | Hot Plug Det.   | Hot Plug Det.  |
| 19  | DDC data        | + 5V           |
| 20  | DDC clock       | GND            |

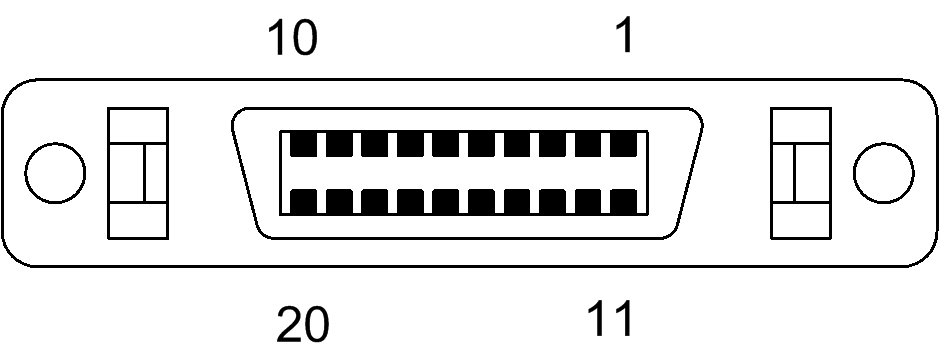

DFP (ang. Digital Flat Panel) – interfejs video przeznaczony dla urządzeń z wyświetlaczami LCD, plazmowymi, itp.
Interfejs mniej skomplikowany, a przy tym znacznie tańszy niż Plug & Display. Opracowany w firmie Compaq, a następnie zaakceptowany przez VESA. Wspierany przez takich producentów, jak Nvidia, ATI czy 3dfx, interfejs ten niewiele różni się od P&D. Zrezygnowano jedynie z drogich funkcji dodatkowych (USB, FireWire, transmisji analogowej). Podobnie jak w przypadku P&D, maksymalna rozdzielczość obrazu ograniczona jest do 1280 × 1024.

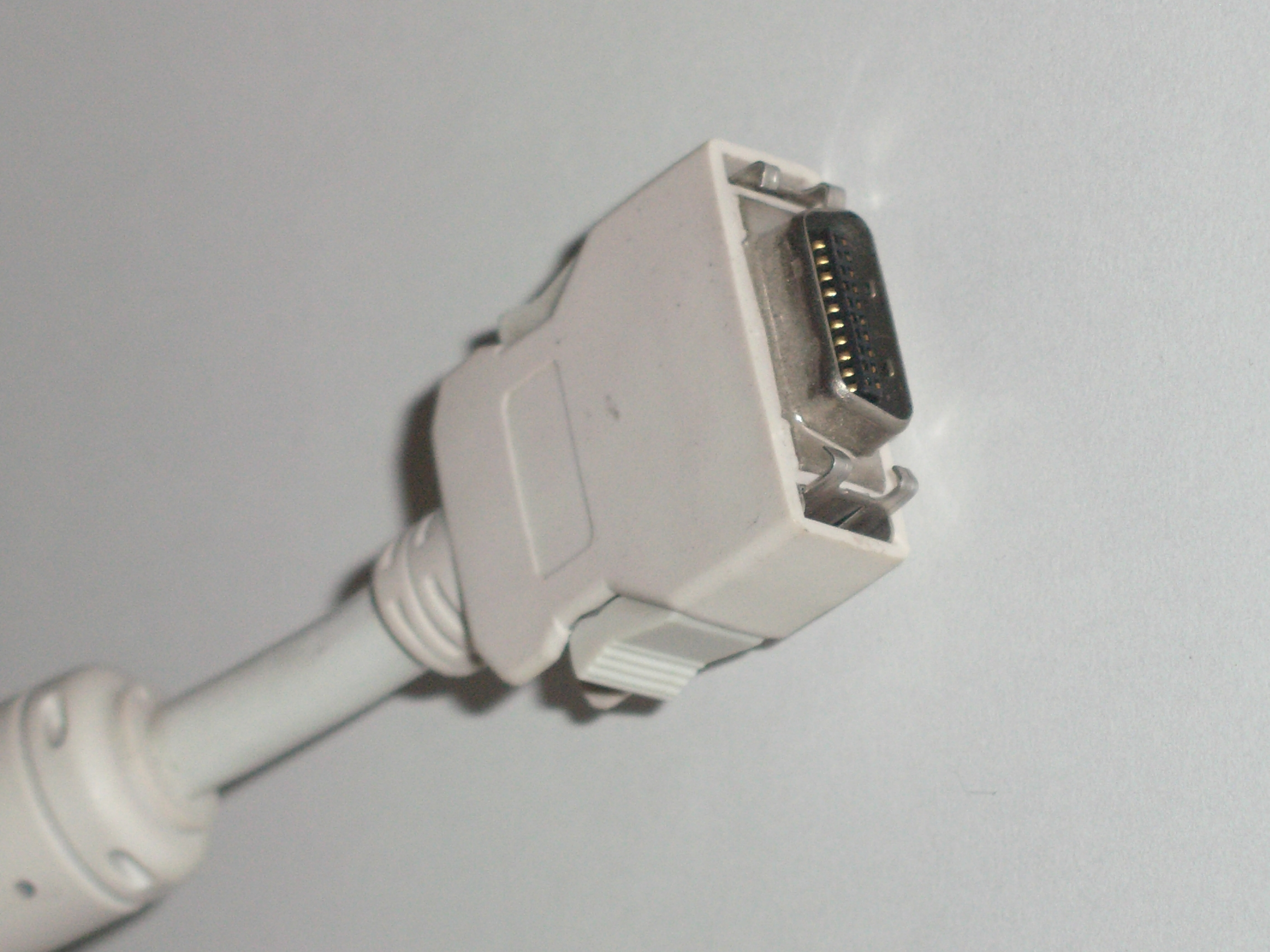
męski interfejs DFP
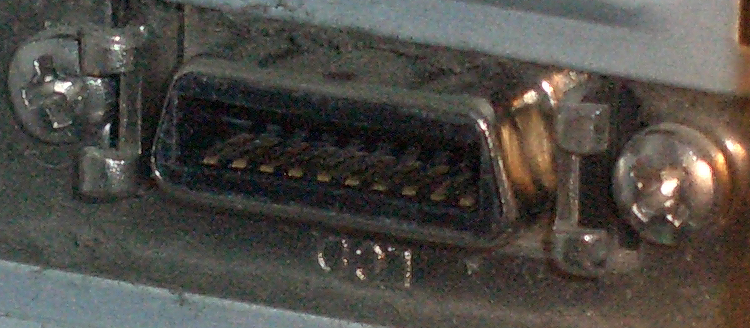
żeński interfejs DFP
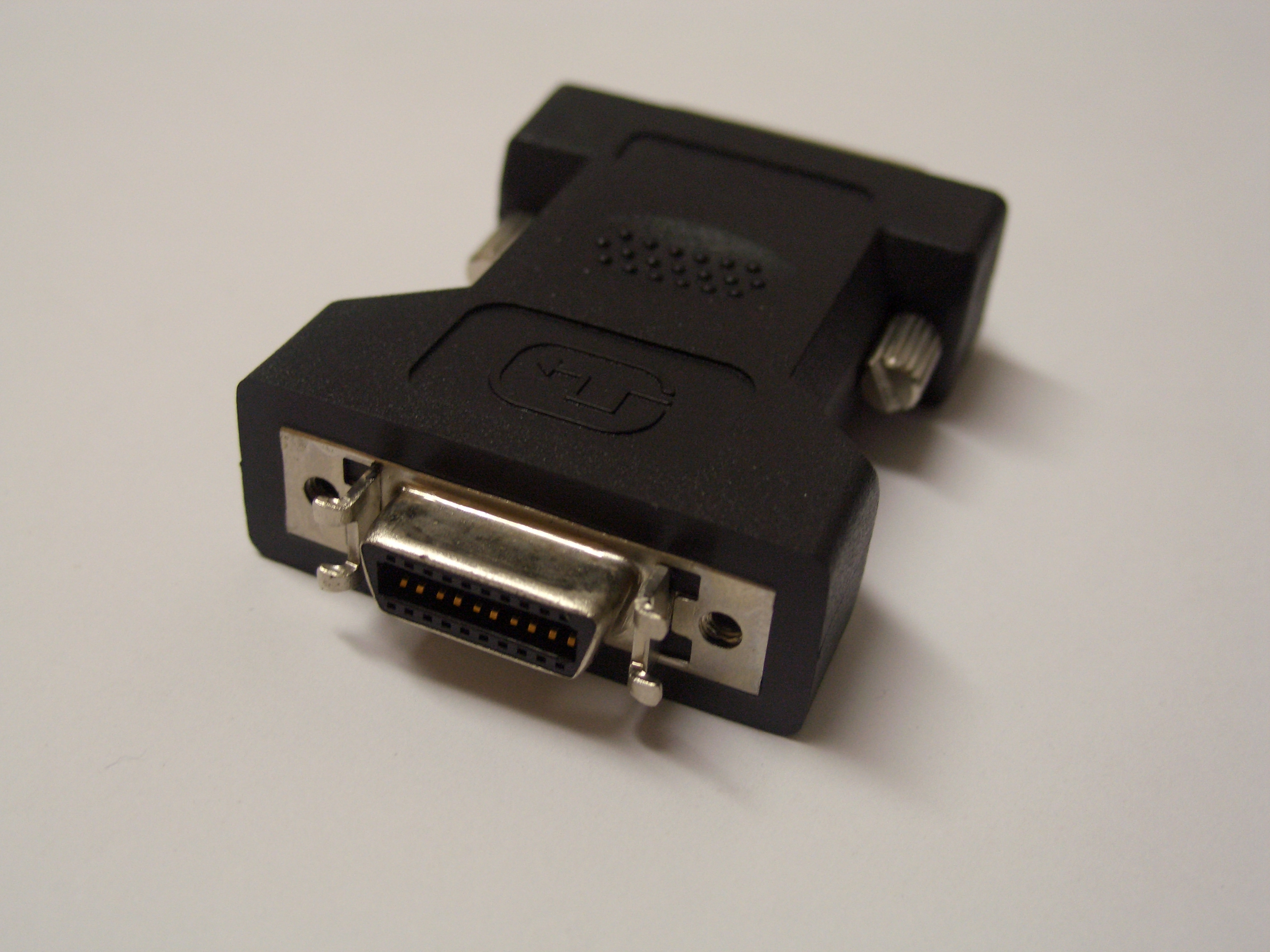
DVI-DFP adapter